# Alte Anatomie (Tübingen)

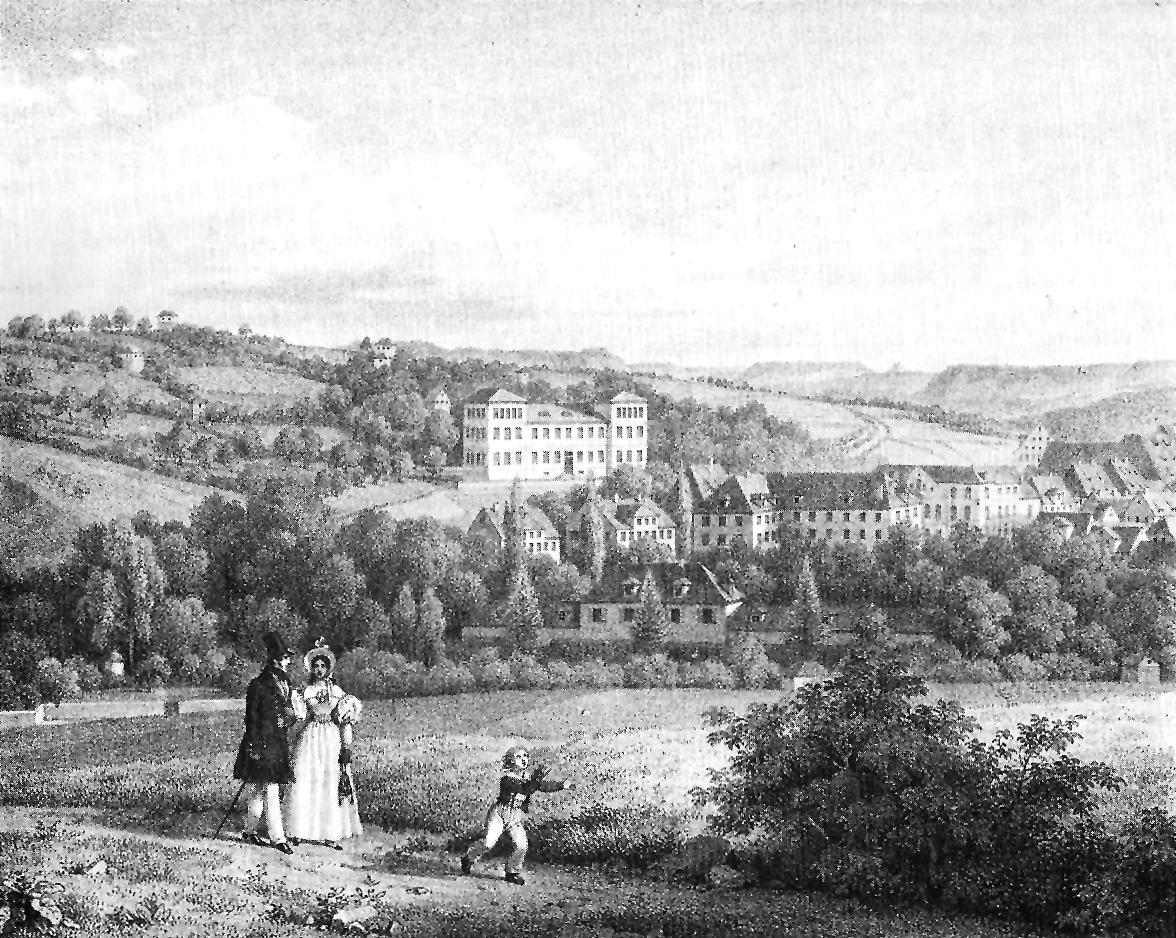
Alte Anatomie um 1840, auf dem damals noch unbebauten Österberg

Die Alte Anatomie ist ein Gebäude in der Innenstadt von Tübingen. Es wurde seinerzeit für die Universität Tübingen erbaut und befindet sich nach wie vor in deren Besitz.

## Entstehungsgeschichte
Auf Grund verschiedener Umstände war die seit 1588 für das Anatomische Institut genutzte St.-Jakobs-Kapelle Anfang des 19. Jahrhunderts nicht mehr ausreichend. Aus diesem Grund wurde 1817 mit der Suche nach einem Bauplatz für einen Neubau gesucht. Erst sechs Jahre später fand sich eine geeignete Stelle am Österberg. Es dauerte allerdings bis 1829, bis ein befestigter Weg zum Bauplatz geschaffen wurde. Im Jahr 1833 wurde dann schließlich mit dem Bau der Alten Anatomie begonnen. Innerhalb von zwei Jahren war das Gebäude fertig gestellt und wurde bezogen.

## Nutzung
Anfangs waren neben der Anatomie auch die Zoologie, Pathologie und Physiologie im Gebäude untergebracht. Diese zogen bis zum Jahr 1874 in eigene Gebäude um.
Von 1879 bis 1882 wurde das Gebäude um einen Anbau erweitert, der einen Kurssaal für den Präparierkurs bereitstellte. In einem weiteren Anbau wurde ab 1933 der heutige Große Hörsaal gebaut.
1960 begannen Planungen, das Anatomische Institut auf den Schnarrenberg zu verlegen. Daher wurde seither außer einer Erweiterung des Kurssaal und einigen kleineren Baumaßnahmen wenig verändert. In den letzten Jahren wurde schließlich begonnen, aktuelle Verordnungen zu Flucht- und Rettungswegen umzusetzen, weshalb die Hörsaalnutzung seither eingeschränkt ist.
Heute befindet sich in der Alten Anatomie das Institut für Neuroanatomie. Das Institut für Klinische Anatomie und Zellanalytik ist bis auf einige Büroräume komplett in die Neue Anatomie auf dem Schnarrenberg umgezogen. Hier findet auch der Präparierkurs in einem technisch aktuell ausgestatteten Präpariersaal statt. In den Kursräumen der Alten Anatomie finden Seminare und Tutorien statt. Der Große Hörsaal wird bis heute für fast alle Vorlesungen der Anatomie verwendet.